# Isla Vaughan
La isla Vaughan (en inglés: Vaughan Island) es una pequeña isla cónica, cubierta con tussok, cerca del este de la isla principal de las Islas Willis, Georgias del Sur. Fue más o menos trazada por el personal de Investigaciones Discovery en el período comprendido entre 1926 a 1930, y fue nombrado por el Comité Antártico de Lugares Geográficos swl Reino Unido (UK-APC) por el teniente comandante Hugh LF Vaughan, de la Marina Real británica, el primer teniente del HMS Owen, que encuestó a esta área en 1961.
La isla es administrada por el Reino Unido como parte del territorio de ultramar de las Islas Georgias del Sur y Sandwich del Sur, pero también es reclamada por la República Argentina que la considera parte del departamento Islas del Atlántico Sur dentro de la provincia de Tierra del Fuego, Antártida e Islas del Atlántico Sur.